# 30840 Джекеліс
30840 Джекеліс (30840 Jackalice) — астероїд головного поясу, відкритий 15 квітня 1991 року.
Тіссеранів параметр щодо Юпітера — 3,327.